# Lâu đài Steinvikholm

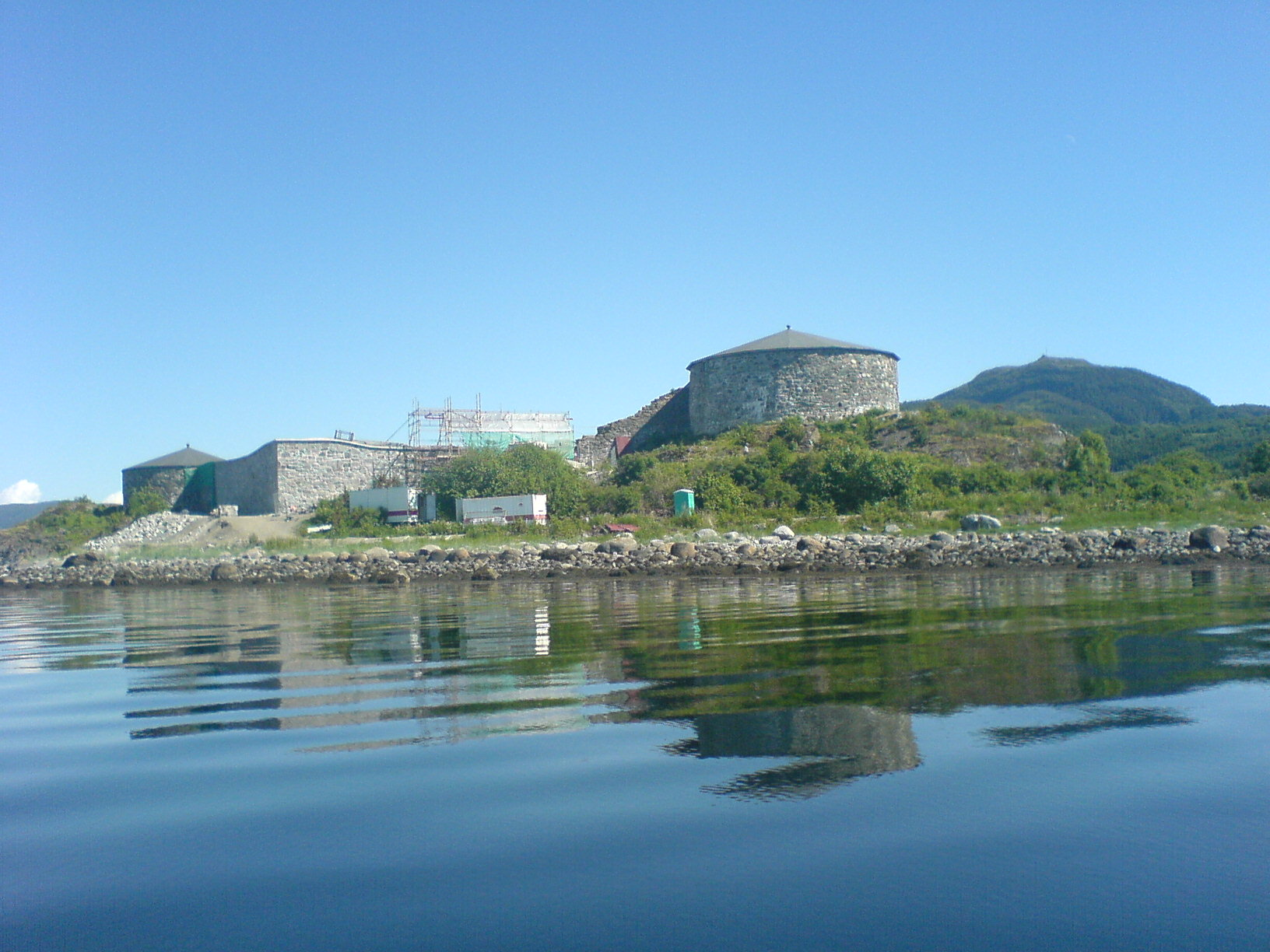
Steinvikholm
ảnh chụp năm 2007

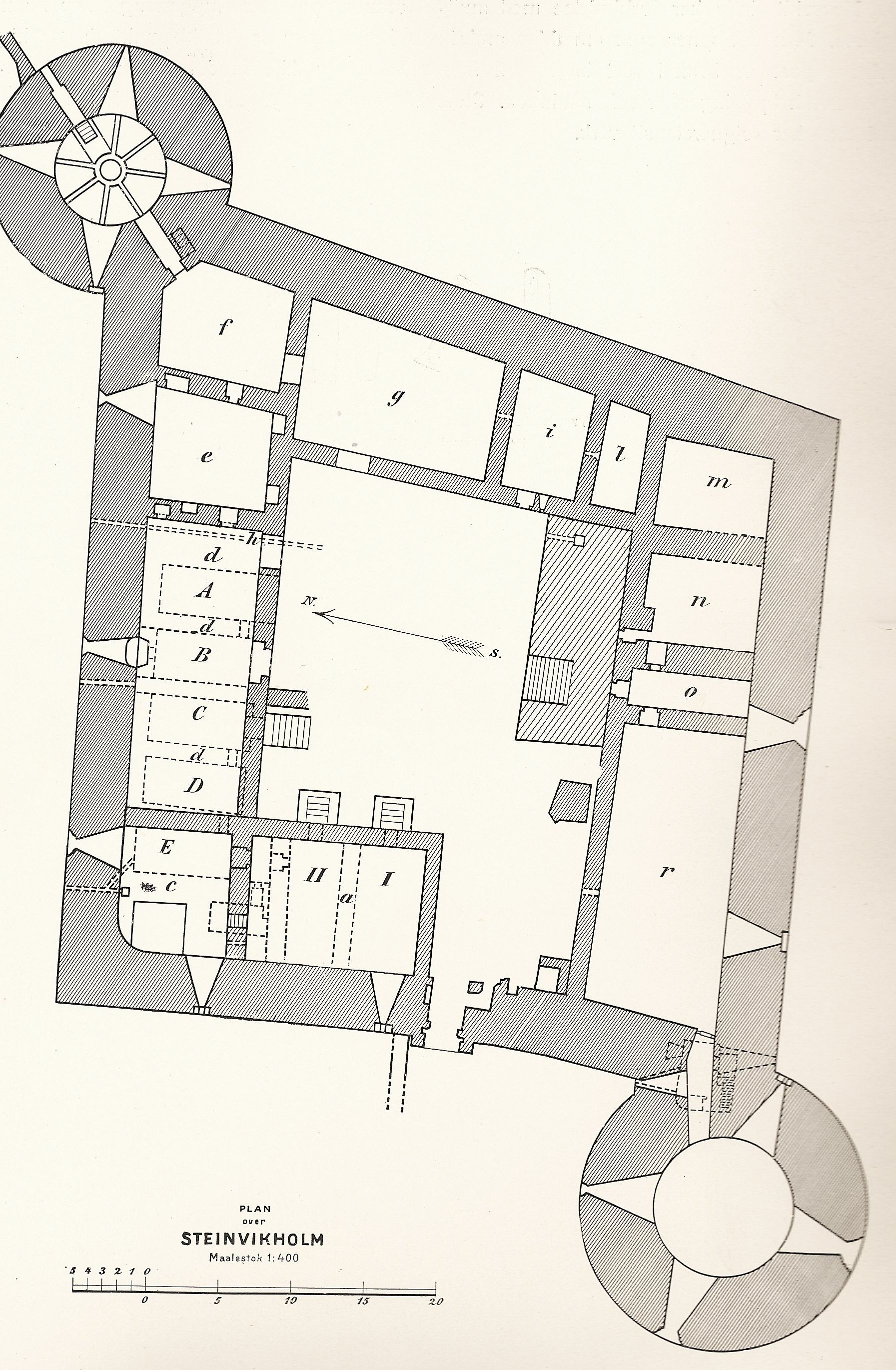
Sơ đồ tầng trệt của Steinvikholmen.

Lâu đài Steinvikholm (tiếng Na Uy: Steinvikholm Slott) là một pháo đài đảo trên bán đảo Skatval gần Stjørdal, hạt Nord-Trøndelag, Na Uy. Lâu đài này được xây dựng trong vòng 7 năm, từ 1525 đến 1532, cho Tổng Giám mục Công giáo cuối cùng của Na Uy, Olav Engelbrektsson.
Lâu đài này chiếm khoảng một nửa số đất trên đảo đá. Sự thiếu vắng suối nước có nghĩa là nước ngọt đã được đưa từ đại lục ra đây. Một cây cầu gỗ phục vụ như là cách duy nhất để các hòn đảo khác ngoài thuyền ra. Mặc dù thiết kế lâu đài đã được phổ biến trên khắp châu Âu năm 1525, thiết kế thời trung cổ của nó đã trở nên lỗi thời vì hỏa lực bao vây cải thiện được cung cấp bởi thuốc súng và đại bác. 
Lâu đài này được xây dựng sau khi Olav Engelbrektsson trở về từ một cuộc họp của các Đức Giáo hoàng tại Roma, có lẽ với dự đoán của các cuộc xung đột quân sự tôn giáo sắp xảy ra. 
Khi chống cự đối với Đức Tổng Giám mục Engelbrektsson vì vụ xâm lấn đối với Đan Mạch leo thang, đầu tiên với Frederick I của Đan Mạch và kế Christian III của ông Đan Mạch, lâu đài Steinvikholm và nhà nguyện Nidarholm đã trở thành các pháo đài quân sự của Giáo hội Công giáo ở Na Uy. Tháng 4 năm 1537, các cải cách Đan Mạch-Na Uy đã dẫn đến việc đưa Đức Tổng Giám mục ra khỏi lâu đài và sống lưu vong ở Lier ở Hà Lan (Bỉ), nơi ông qua đời vào ngày 07 tháng 2 năm 1538. Tại lâu đài, tổng Giám mục còn để lại lại đền thờ St Olav vật khác từ Giáo đường Nidaros (Trondheim). Cỗ quan tài ban đầu có chứa cơ thể St. Olav vẫn ở Steinvikholm cho đến khi nó được trả lại cho Nhà thờ Nidaros trong 1564. Kể từ 1568, một St Olav tại Nidaros không rõ.
Từ 17 đến thế kỷ 19, hòn đảo này đã được sử dụng như một mỏ đá và một số nề của lâu đài đã bị bán và gỡ bỏ khỏi vị trí. Hoạt động này đã được bỏ qua bởi các nhà chức trách Đan Mạch-Na Uy là một cách để loại bỏ một đài tưởng niệm để phe đối lập Liên minh Đan Mạch-Na Uy. 